# 퍼펙트 스톰
《퍼펙트 스톰》(영어: The Perfect Storm)은 볼프강 페테르젠 감독의 2000년 영화이다. 어부들이 거대한 비바람과 싸운다는 내용이다.

## 줄거리
1991년 10월, 글로스터 항구로 돌아온 상업적황새치 어선 안드레아 게일호는 어획량이 좋지 않았다. 선주 밥 브라운은 최근의 "부진"에 대해 빌리 타인 선장을 조롱한다. 자신을 만회하기 위해 필사적인 빌리는 안드레아 게일호 선원들에게 시즌 막바지 원정 조업에 동참하도록 설득한다. 선원들은 뉴펀들랜드 그랜드뱅크스의 평소 조업 구역을 지나, 발달 중인 열대성 폭풍을 뒤로하고 떠난다. 처음에는 성공적이지 못했지만, 그들은 플레미시 캡으로 향했고, 그곳에서 운이 크게 좋아졌다. 수천 파운드의 물고기를 모은 후, 제빙기가 고장난다. 잡은 물고기가 상하기 전에 팔 수 있는 유일한 방법은 서둘러 육지로 돌아가는 것이다. 그러나 안드레아 게일호와 글로스터 사이에는 두 개의 강력한 전선과 허리케인이 합류하는 지점이 있었고, 선원들은 이를 과소평가한다.
안드레아 게일호 선원들이 맹렬한 바다와 싸우고 다른 배들의 반복적인 무선 경고를 받은 후, 허리케인 그레이스와 북부 전선이 그들 위에서 합쳐지려는 순간 강풍으로 배의 무선 안테나가 부러진다. 초보 어부 보비 섀트퍼드는 안테나를 고치려 하지만, 안테나가 부러져 하늘로 날아가는 것을 무력하게 지켜볼 수밖에 없다. 곧이어 자매선 한나 보든호의 린다 그린로 선장이 안드레아 게일호에 대한 메이데이 중계를 전송한다. 뉴욕 방위군 공군 HH-60 페이브호크 구조 헬리콥터가 출동하지만, HC-130 헤라클레스와의 공중 급유에 실패한 후, 헬리콥터 승무원은 임무를 중단하고 항공기를 불시착시킨다. 주방위군 공군 승무원 중 한 명을 제외한 모두가 해안경비대 선박USCGC 타마로아에 의해 구조된다.
안드레아 게일호는 40피트|adj=on 높이의 파도가 갑판에 부서지고, 고장난 스태빌라이저가 풀린 닻으로 배의 측면을 들이받으며, 두 명의 선원이 잠시 배 밖으로 던져지는 등 다양한 문제에 시달린다. 배는 거친 파도와 울부짖는 바람 속에서 항해하기 위해 고군분투하고, 배수 펌프는 배의 물을 빼내는 것을 따라가지 못하며, 친구와 가족들은 걱정하며 소식을 기다린다. 빌리는 배를 돌리기 위해 성공적인 시도를 한다. 그러나 폭풍은 배 쪽으로 방향을 틀고, 선박은 거대한 너울성 파도를 만난다. 그들은 파도 위로 배를 몰려고 하지만, 배가 정상에 도달하기 전에 물벽이 정점을 찍고 전복된다. 빌리는 배와 함께 가라앉기로 선택하고, 나머지 선원들은 생활 구역 안에 갇히고, 오직 한 명, 보비만이 탈출에 성공한다. 그는 수면 위로 떠올라 안드레아 게일호가 똑바로 서는 것을 지켜본 후 대서양 깊은 곳으로 뱃머리부터 가라앉는다. 보비는 빠르게 솟아오르는 물결이 그를 휩쓸어가는 동안 그의 여자친구와 사랑하는 사람들에게 조용히 작별 인사를 한다.
생존자는 없으며, 린다는 추모식에서 율로지를 낭독한다. 나중에 그녀는 다시 바다로 나설 때, 빌리가 황새치 배 선장이 된다는 것이 무엇을 의미하는지에 대해 독백하던 것을 기억한다.

## 배역
- 조지 클루니 - 빌리 타인
- 마크 월버그 - 바비 샤트퍼드
- 존 C. 라일리 - 데일 머프 머피
- 다이앤 레인 - 크리스티나 크리스 코터
- 윌리엄 피크너 - 데이비드 설리 설리번
- 존 호크스 - 마이크 벅시 모건
- 앨런 페인 - 앨프리드 피어스
- 캐런 앨런 - 멀리사 브라운
- 밥 건턴 - 알렉산더
- 크리스토퍼 맥도널드 - 토드 그로스

## 한국판 성우진

### SBS (2005년 8월 6일)
- 이정구 - 빌리(조지 클루니)
- 성완경 - 바비(마크 월버그)
- 임성표 - 머피(존 C. 라일리)
- 윤소라 - 크리스(다이앤 레인)
- 김관진 - 셜리(윌리엄 피크너)
- 김영훈 - 벅시(존 호크스)
- 김소형 - 피에르(앨런 페인)
- 차명화 - 린다(메리 엘리자베스 매스트런토니오)
- 문옥현 - 에델(재닛 라이트)
- 한상혁 - 알렉센드(밥 건턴)
- 기경옥 - 데버라(멀 케네디)
- 윤복성 - 코스코(조지프 D. 라이트먼)
- 소연 - 멀리사(캐런 앨런)

### KBS (2014년 10월 31일)
- 이정구 - 빌리(조지 클루니)
- 양석정 - 바비(마크 윌버그)
- 홍진욱 - 머피(존 C. 라일리) / 알렉센드 맥애널리 3세(밥 건턴)
- 이선 - 크리스(다이앤 레인) / 멜리사 브라운(캐런 앨런)
- 윤세웅 - 셜리(윌리암 피츠너)
- 장민혁 - 벅시(존 호키스)
- 소연 - 린다(메리 엘리자베스 매스트런토니오)
- 오인실 - 에델(재닛 라이트)
- 이봉준 - 토드 그로스(크리스토퍼 맥도날드) / 밥(마이클 아이언사이드) / 쿠엔틴(샌디 워드)
- 한호웅 - 알프레드 피에리(알렌 페인)
- 오인성 - 다릴 에니스(조쉬 홉킨스)
- 강규리 - 데브라 머피(멜 케네디)

## 같이 보기
- 생존 영화